# Латакійський університет
Латакійський університет (араб. جامعة اللاذقية) — вищий навчальний заклад в Сирії, що знаходиться у місті Латакія. Університет має державну форму власності та готує спеціалістів різних напрямків.

## Історія
Університет утворено 20 травня 1971 року під назвою Латакійський університет, пізніше, у 1975 році перейменований на Університет Тішрін на честь героїв Війни Судного дня. У 2024 році університет повернув свою первісну назву.